# Georgenhausen
Georgenhausen (mundartlich: Schorschehause) ist ein Stadtteil von Reinheim im südhessischen Landkreis Darmstadt-Dieburg.

## Geographie
Georgenhausen liegt ca. 7 km südwestlich von Dieburg am Westrand eines fruchtbaren und waldlosen Lössgebietes, das sich bis Groß-Umstadt erstreckt. Die Ortslage ist knapp drei Kilometer von der Gersprenz entfernt und liegt nördlich des Mühlbachs, einem linken westlichen Zufluss der Gersprenz, dessen Oberlauf als Zeilharder Bach und dessen Unterlauf als Hirschbach bekannt ist.
Georgenhausen ist im Westen mit dem Stadtteil Zeilhard zusammengewachsen und grenzt im Norden an das Gebiet von Groß-Zimmern sowie im Osten und Süden an die Gemarkung des nur rund 500 Meter entfernten Stadtteils Spachbrücken.
Der Stadtteil Georgenhausen umfasst die Gemarkung Georgenhausen. Die Gemarkung ist mit 123 Hektar Fläche relativ klein und zu großen Teilen bebaut. Nach dem Stand von 1961 galten 31 Hektar als bewaldet. Da es in der Nähe von Georgenhausen keinen Wald gibt, hatte der Ort Anteil an der Dieburger Mark. Alle Gemeinden, die ursprünglich zur Dieburger (Wald-)Mark gehörten, nutzten bis 1812 das Waldgebiet westlich von Dieburg genossenschaftlich (→ Markgenossenschaft). Gewinnung von Brennholz und Bauholz, von Gerberlohe und Holzkohle, dazu Waldweide, Rodung und Renaturierung sowie alle Streitigkeiten wurden auf einem Märkerding geregelt, das bei Dieburg im Freien tagte, zu der jede ortsansässige Familie einen Vertreter (Märker) schickte und die unter der Schirmherrschaft des Mainzer Erzbischofs stand. 1812 wurde die Markgenossenschaft aufgelöst und der Wald je nach der Anzahl der Märker auf die beteiligten Gemeinden aufgeteilt. Georgenhausen hatte damals 42 Wohnhäuser mit 267 Seelen, stellte 46 Märker und erhielt daher 319 Morgen (rund 40 Hektar) Gemeindewald, ähnlich Zeilhard und Klein-Zimmern. Die anderen Markgemeinden waren größer und bekamen größere Flächen. Es handelte sich um die Flur 2 der Gemarkung Zeilharder Wald, eine Exklave nördlich der Gemarkung Georgenhausen, die 1977 im Rahmen der Gebietsreform in Hessen in die Gemeinde Messel eingegliedert wurde.
Innerhalb der Gemarkung Georgenhausen liegt die Siedlungsplatz Bereiters Mühle.

## Geschichte

### Urgeschichte und Mittelalter
Georgenhausen wurde bereits in urgeschichtlicher Zeit besiedelt. Kristallisationspunkt von Georgenhausen waren das Hofgut und die Kirche. Die Vorgängerin der heutigen, 1792 erbauten Kirche, soll von den Rittern von Rodenstein gestiftet worden sein, die auch im Besitz des Hofgutes waren. Sie wurde 1250 gebaut, als sich die umliegenden Orte (Roßdorf, Spachbrücken) aus dem Verband der alten Dieburger Pfarrei herauslösten. Das dem heiligen Georg geweihte Gotteshaus hat auch dem Ort den Namen gegeben, der erstmals 1318 als Gorienhusen erwähnt wird. In den historischen Dokumenten ist Georgenhausen im Laufe der Jahrhunderte unter verschiedenen Ortsnamen wie folgt belegt (in Klammern das Jahr der Erwähnung): Jorgenhusen (1407); Jorgenhusen (1429); Jergenhusen (1443); Gorgenhusen (1454); Georgen Hausen (1580); Jörgershausen (1710); Georgenhausen (1730).
Der Name erschien erstmals in einem Teilungsvertrag zwischen dem Grafen Bertolf und dem Grafen Eberhard von Katzenelnbogen am 26. August 1318, in dem sich die beiden Grafen in Anwesenheit von Zeugen ihre Einkünfte aus Südhessen teilten: „… dagegen ist Graf Eberhart als sein Anteil zugefallen … der Zehnte zu Gorienhusin …“ Diese Urkunde zeigt, dass Katzenelnbogen Besitzungen in der Gegend um Groß-Gerau, im nördlichen Odenwald und bei Auerbach hatte. Georgenhausen gehörte nicht dazu; die Grafen bezogen von dort nur den Zehnten.
Georgenhausen war damals kein geschlossenes Dorf, sondern bestand aus mehreren großen Höfen: dem Rodensteinischen Hofgut, dem Großen Hof im Besitz der Kurpfalz und dem Beunenhof im Besitz der Familie Rabenold von Tannenberg. Diese drei herrschaftlichen Höfe schlossen sich wohl anlässlich des Kirchenbaues zu einer Gemeinde zusammen und nahmen den gemeinsamen Namen „Georgenhausen – die Gemeinde der Georgskirche“ an. Die ursprünglichen Namen der drei Höfe sind nicht mehr bekannt.
Spachbrücken und Zeilhard gehörten seit mindestens 1323 den Herren von Bickenbach, seit 1360 den Schenken zu Erbach und von 1528 bis 1805 denen von Löwenstein. In keiner Urkunde vor 1398 ist Georgenhausen mit diesen beiden Orten aufgeführt, es unterlag also schon vorher einer getrennten Entwicklung. Erst 1398 besaß die Kurpfalz Georgenhausen. Da die Pfalz in Georgenhausen einen Hof besaß, der noch 1503 nach fuldischem Recht verliehen wurde, wird sie den Hof und die Rechte über das Dorf 1390 zusammen mit Umstadt vom Kloster Fulda gekauft haben.
Die Pfalz verlieh 1398 Spachbrücken, Zeilhard und Georgenhausen an Erbach, was in den Urkunden bis 1482 bestätigt wurde. 1482 war Habitzheim an den Herrn von Scharfeneck (später: Löwenstein) verpfändet. Es ist fraglich, ob Georgenhausen zu diesem Amt gehörte, aber auf jeden Fall war es Pfälzer Besitz. 1611 mussten die Georgenhäuser den Grafen Löwenstein-Scharfeneck Frondienste leisten. Georgenhausen unterstand also den Löwensteinern von 1482 bis 1611.

### Frühe Neuzeit
Der Bauernhof der Rabenolds wurde 1460 an die Familie Wallbrunn verkauft, die 1618 auch das Hofgut erworben hatten, das bis dahin in den Händen der Familie Fechenbach war. Um 1600 stellten die Wallbrunns auch den Pfarrer, sie waren also spätestens 1618 das weltliche und geistliche Oberhaupt von Georgenhausen. 1629 unterstanden die Georgenhäuser auch in peinlichen Strafgerichtsfällen nicht mehr dem Gericht in Lichtenberg oder Groß-Umstadt, sondern der örtlichen Herrschaft. 1649, nach dem Dreißigjährigen Krieg, war Wallbrunn so verschuldet, dass es Georgenhausen an den „Kriegsgewinnler“ Kamptz zu Godow verkaufen musste. Von ihm erbten 1671 die Herren von Haxthausen das Hofgut und die Herrschaft über Georgenhausen. 1732 zog die verwitwete Albertina Charlotte von Haxthausen auf das Hofgut und regierte selbstherrlich mit ihrem Sohn Christian Rudolf Anton bis 1811 nach dem Motto: „Der Staat bin ich!“ Sie rissen immer mehr Grundbesitz an sich, behaupteten ihre eigene Gerichtsbarkeit und wehrten sich gegen jede Beeinflussung von außen.

### Neuzeit
Georgenhausen gehörte zum Gebiet des Gemeinen Rechts, das hier ohne die Überlagerung von Partikularrecht galt. Dieses behielt seine Geltung auch während der Zugehörigkeit zum Großherzogtum Hessen im 19. Jahrhundert, bis es zum 1. Januar 1900 von dem einheitlich im ganzen Deutschen Reich geltenden Bürgerlichen Gesetzbuch abgelöst wurde.
Durch die Rheinbundakte von 1806 fiel Georgenhausen an das neu geschaffene Großherzogtum Hessen. Damit fiel die staatliche Hoheit über alle reichsritterschaftlichen Besitzungen den größeren, sie umgebenden Staaten zu. Allerdings unterlagen die gewonnenen Gebiete zwar der staatlichen Hoheit des Großherzogtums, aber die Souveränitätsrechte der bisherigen Inhaber der Patrimonialgerichtsbarkeit mussten weiter erhalten werden. Weiter blieb den Herren von Haxthausen das Kirchenpatronat erhalten. Darauf verzichteten sie erst 1968.
Dem Großherzogtum gelang es im Zuge der Verwaltungsreform von 1821 das Patrimonialgericht Georgenhausen in die staatlichen Strukturen zu integrieren, nachdem die Herren von Haxthausen ihre Rechte daran dem Staat abgetreten hatten. Zugleich erfolgte die Trennung der Rechtsprechung von der Verwaltung. Für die bisher vom Patrimonialgericht wahrgenommenen Verwaltungsaufgaben wurde der Landratsbezirk Reinheim und hinsichtlich der Rechtsprechung der Landgericht Lichtenberg zuständig.
Die Statistisch-topographisch-historische Beschreibung des Großherzogthums Hessen berichtet 1829 über Georgenhausen:

„Georgenhausen (L. Bez. Reinheim) luth. Pfarrdorf; liegt 3⁄4 St. von Reinheim, unweit der von Darmstadt durch den Odenwald ziehenden Chaussee, und gehört dem Freiherrn von Harthausen. Der Ort hat 42 Häuser und 296 Einw., die bis auf 22 Kath, 1 Reform, 1 Mennoniten und 24 Juden lutherisch sind. Man findet eine 1790 neu erbaute Kirche mit dem Erbbegräbniß der Familie von Harthausen, eine dieser Familie gehörige Wohnung mit einem großen zu landwirthschaftlicher Benutzung eingerichteten Garten und in demselben das Grabmal des 1811 verstorbenen Freiherrn Rudolph Christian von Harthausen, ein wiederhergestelltes Pfarrhaus, ein neues massives Schulhaus, eine 1828 erbaute Synagoge und eine Mühle. – Die ersten bekannten Besitzer waren die Herrn von Rodenstein. Gleichzeitig mit diesen besaßen die Rabenolde von Dannenberg und die Fechenbach von Sommerau Güter und einen Theil in und von Georgenhausen. Die Herrn von Wallbrunn kamen nach und nach in Besitz des ganzen Orts. Sie verkauften denselben aber 1649 an den Freiherrn Hanß Joachim Kamptz auf Godau, von welchem das Dorf an dessen Descendenten, die Freiherrn von Harthausen vererbt wurde. Georgenhausen, das zur unmittelbaren Reichsritterschaft und zum Canton Odenwald gehörte, kam 1806 unter Hess. Hoheit Die patrimonialgerichtsherrliche Justiz- und Polizeigewalt ist an den Staat abgetreten worden.“

Nach dem Tod Rudolfs von Haxthausen 1811 wohnten die Patrimonialherren nicht mehr in Georgenhausen, sondern ließen ihre Geschäfte durch Gutsverwalter und Amtsleute erledigen. Das Hofgut ging 1836 an den Grafen Görtz von Schlitz über. 1858 gehörten zum Hofgut 730 neue Morgen, das sind 182,50 Hektar. Mit einem Grundvermögen dieses Ausmaßes blieb das Gut unter den Pächtern der Grafen ein Wirtschaftsfaktor, der weit über die Grenzen der Gemeinde hinaus Bedeutung hatte und hielt das ganze Dorf weiter in Abhängigkeit. Diese endete erst 1946, als der Graf das Gut an die Nassauische Siedlungsgesellschaft verkaufte, die einen Teil des Ackerlandes in Bauland umwandelte. Seit 1960 wird nur noch ein bescheidener Resthof landwirtschaftlich genutzt.
Hessische Gebietsreform (1970–1977)
Im Zuge der Gebietsreform in Hessen wurde die Gemeinde Georgenhausen am 1. Januar 1977 kraft Landesgesetzes in die Stadt Reinheim <eingegliedert. Für die Stadtteile Georgenhausen und Zeilhard wurde ein gemeinsamer Ortsbezirk eingerichtet.

### Verwaltungsgeschichte im Überblick
Die folgende Liste zeigt die Staaten und Verwaltungseinheiten, denen Georgenhausen angehört(e):
- 1429: Heiliges Römisches Reich, zur Dieburger Mark gehörig
- vor 1806: Heiliges Römisches Reich, Freiherren von Haxthausen
- ab 1806: Großherzogtum Hessen,[Anm. 2] Fürstentum Starkenburg, Herrschaft von Haxthausen
- ab 1815: Großherzogtum Hessen, Provinz Starkenburg, Patrimonialgericht Georgenhausen (von Haxthausen)
- ab 1821: Großherzogtum Hessen, Provinz Starkenburg, Landratsbezirk Reinheim[Anm. 3]
- ab 1832: Großherzogtum Hessen, Provinz Starkenburg, Kreis Dieburg
- ab 1848: Großherzogtum Hessen, Regierungsbezirk Dieburg
- ab 1852: Großherzogtum Hessen, Provinz Starkenburg, Kreis Dieburg
- ab 1871: Deutsches Reich, Großherzogtum Hessen, Provinz Starkenburg, Kreis Dieburg
- ab 1918: Deutsches Reich, Volksstaat Hessen, Provinz Starkenburg, Kreis Dieburg
- ab 1938: Deutsches Reich, Volksstaat Hessen, Landkreis Dieburg[15][Anm. 4]
- ab 1945: Deutsches Reich, Amerikanische Besatzungszone,[Anm. 5] Groß-Hessen, Regierungsbezirk Darmstadt, Landkreis Dieburg
- ab 1946: Deutsches Reich, Amerikanische Besatzungszone, Hessen, Regierungsbezirk Darmstadt, Landkreis Dieburg
- ab 1949: Bundesrepublik Deutschland, Hessen, Regierungsbezirk Darmstadt, Landkreis Dieburg
- ab 1977: Bundesrepublik Deutschland, Hessen, Regierungsbezirk Darmstadt, Landkreis Darmstadt-Dieburg, Stadt Reinheim

## Bevölkerung

### Einwohnerstruktur 2011
Nach den Erhebungen des Zensus 2011 lebten am Stichtag dem 9. Mai 2011 in Georgenhausen 1977 Einwohner. Darunter waren 99 (5,0 %) Ausländer. Nach dem Lebensalter waren 288 Einwohner unter 18 Jahren, 795 zwischen 18 und 49, 504 zwischen 50 und 64 und 387 Einwohner waren älter. Die Einwohner lebten in 855 Haushalten. Davon waren 222 Singlehaushalte, 303 Paare ohne Kinder und 251 Paare mit Kindern, sowie 57 Alleinerziehende und 21 Wohngemeinschaften. In 168 Haushalten lebten ausschließlich Senioren und in 588 Haushaltungen lebten keine Senioren.

### Einwohnerentwicklung
| • 1829: | 296 Einwohner, 42 Häuser |
| • 1867: | 252 Einwohner, 39 Häuser |

| Georgenhausen: Einwohnerzahlen von 1829 bis 2023 | Georgenhausen: Einwohnerzahlen von 1829 bis 2023 | Georgenhausen: Einwohnerzahlen von 1829 bis 2023 | Georgenhausen: Einwohnerzahlen von 1829 bis 2023 | Georgenhausen: Einwohnerzahlen von 1829 bis 2023 |
| --- | ------------------------------------------------ | ------------------------------------------------ | ------------------------------------------------ | ------------------------------------------------ |
| Jahr |                                                  |                                                  |                                                  | Einwohner                                        |
| 1829 | 1829                                             |                                                  | 296                                              | 296                                              |
| 1834 | 1834                                             |                                                  | 309                                              | 309                                              |
| 1840 | 1840                                             |                                                  | 335                                              | 335                                              |
| 1846 | 1846                                             |                                                  | 345                                              | 345                                              |
| 1852 | 1852                                             |                                                  | 304                                              | 304                                              |
| 1858 | 1858                                             |                                                  | 279                                              | 279                                              |
| 1864 | 1864                                             |                                                  | 252                                              | 252                                              |
| 1871 | 1871                                             |                                                  | 292                                              | 292                                              |
| 1875 | 1875                                             |                                                  | 293                                              | 293                                              |
| 1885 | 1885                                             |                                                  | 277                                              | 277                                              |
| 1895 | 1895                                             |                                                  | 248                                              | 248                                              |
| 1905 | 1905                                             |                                                  | 284                                              | 284                                              |
| 1910 | 1910                                             |                                                  | 294                                              | 294                                              |
| 1925 | 1925                                             |                                                  | 361                                              | 361                                              |
| 1939 | 1939                                             |                                                  | 397                                              | 397                                              |
| 1946 | 1946                                             |                                                  | 552                                              | 552                                              |
| 1950 | 1950                                             |                                                  | 569                                              | 569                                              |
| 1956 | 1956                                             |                                                  | 673                                              | 673                                              |
| 1961 | 1961                                             |                                                  | 755                                              | 755                                              |
| 1967 | 1967                                             |                                                  | 991                                              | 991                                              |
| 1970 | 1970                                             |                                                  | 1.014                                            | 1.014                                            |
| 1976 | 1976                                             |                                                  | 1.285                                            | 1.285                                            |
| 1981 | 1981                                             |                                                  | 1.557                                            | 1.557                                            |
| 1990 | 1990                                             |                                                  | 1.819                                            | 1.819                                            |
| 2000 | 2000                                             |                                                  | ?                                                | ?                                                |
| 2011 | 2011                                             |                                                  | 1.977                                            | 1.977                                            |
| 2015 | 2015                                             |                                                  | 2.123                                            | 2.123                                            |
| 2023 | 2023                                             |                                                  | 2.066                                            | 2.066                                            |
| Datenquelle: Historisches Gemeindeverzeichnis für Hessen: Die Bevölkerung der Gemeinden 1834 bis 1967. Wiesbaden: Hessisches Statistisches Landesamt, 1968. Weitere Quellen: LAGIS; Geschichte Georgenhausens; Stadt Reinheim: 2015, 2023; Zensus 2011 |                                                  |                                                  |                                                  |                                                  |

## Religion
In Georgenhausen gibt es vier kirchliche Einrichtungen: die evangelische Georgskirche, die katholische Kapelle St. Elisabeth, Königreichssaal der Zeugen Jehovas und die Neuapostolische Kirche.
Historische Religionszugehörigkeit
| • 1829: | 248 lutheranische (= 83,78 %), einen reformierten (= 0,34 %), einen mennonitischen (= 0,34 %), 24 jüdische (= 8,12 %) und 22 katholische (= 7,43 %) Einwohner |
| • 1961: | 575 evangelische (= 76,16 %), 175 römisch-katholische (= 23,18 %) Einwohner                                                                                   |

## Politik
Für Georgenhausen und Zeilhard besteht ein Ortsbezirk (Gebiete der ehemaligen Gemeinden Georgenhausen und Zeilhard) mit Ortsbeirat und Ortsvorsteher nach der Hessischen Gemeindeordnung. Der Ortsbeirat besteht aus sieben Mitgliedern. Bei den Kommunalwahlen in Hessen 2021 betrug die Wahlbeteiligung zum Ortsbeirat 53,40 %. Dabei wurden gewählt: vier Mitglieder der SPD und je ein Mitglied des „Reinheimer Kreises“ (RK), der CDU und des Bündnis 90/Die Grünen. Der Ortsbeirat wählte Hartmut Poth (SPD) zum Ortsvorsteher.

## Regelmäßige Veranstaltungen
- September: Kerb[23]

## Verkehr
Die Bundesstraße 38 führt am Nordrand von Georgenhausen vorbei. Für den Anschluss an die Bundesstraße und an den Nachbarort Zeilhard sorgt die Kreisstraße K 130.

## Persönlichkeiten
Söhne und Töchter des Stadtteils
- Christian Wilhelm Stromberger (1826–1900), evangelischer Pfarrer und Schriftsteller